# 빅토르 랄루

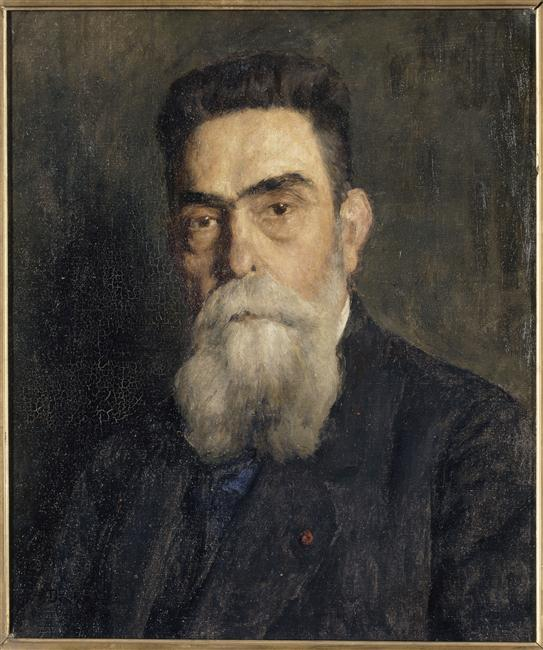
빅토르 랄루의 초상 (아돌프 데슈노 작)

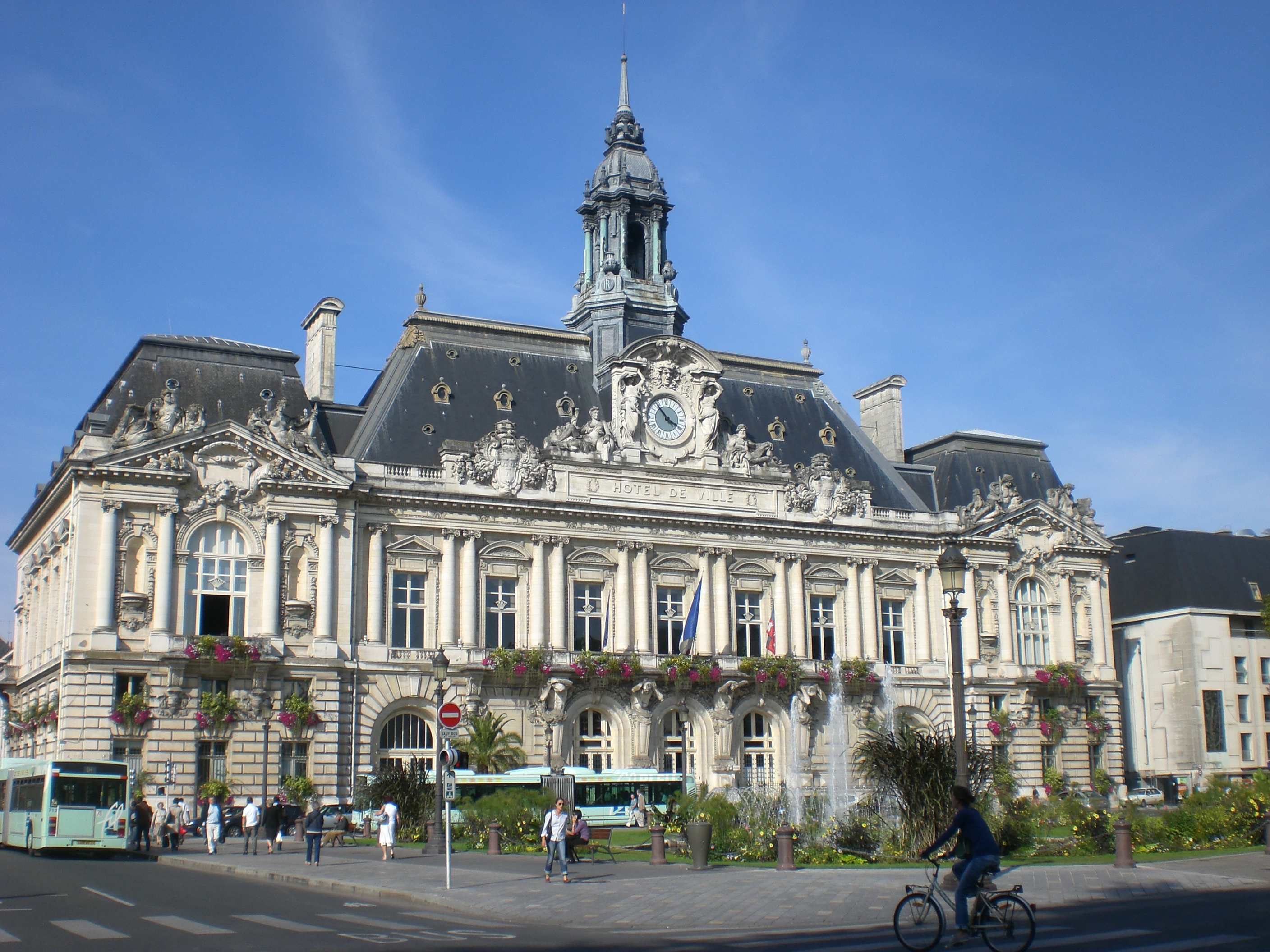
투르 시청

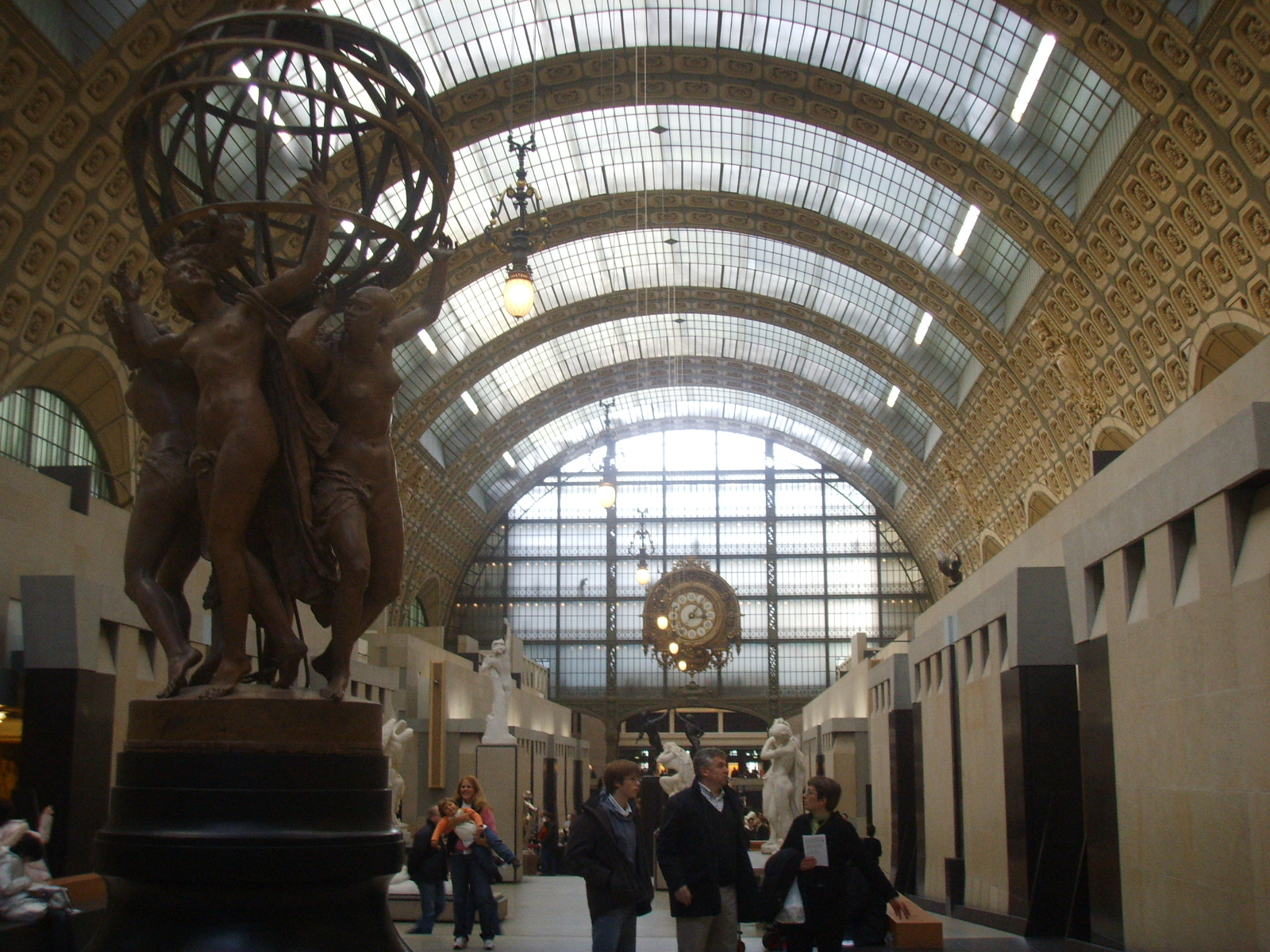
1900년 오르세역 내부 (지금의 오르세 미술관)

빅토르 알렉상드르 프레드리크 랄루 (1850년 11월 15일~1937년 7월 13일)은 프랑스의 건축가이자 교사이다. 오르세역을 비롯한 19세기 말 보자르 양식의 건축물을 여럿 남겼다.

## 생애
프랑스 투르에서 태어나 파리의 에콜 데 보자르에 진학, 루이쥘 앙드레의 아틀리에에서 공부하기 시작하였다. 프랑스-프로이센 전쟁으로 학업을 지속할 수 없게 되던 와중 1878년 프리 드 롬 상을 수상하였고, 이듬해 1879년 이탈리아 로마로 넘어가 빌라 메디치에서 생활하였다.
1882년 프랑스로 돌아와 심사위원단, 학회, 재단 등에서 일하면서 아카데미 체제에 입각하여 빠르게 경력을 쌓기 시작하였다. 이 시기에 맡게 된 대형 건축물 설계에서 대단히 장식적인 신고전주의적 외관 양식을 접목하였고, 보자르 양식의 전통에 따라 조각가와 벽화가들과의 전면 협업을 이루면서도, 신기술로 개발된 주철 골조 건축도 놓치지 않았다. 철제 골조는 내부공간의 높이를 늘리고, 창문을 넉넉하게 내며, 유리 지붕까지 설치할 수 있는 이점이 있었기 때문이다. 이 같은 장점은 오르세역의 채광 통형 볼트 구조로 드러난다.
1922년 미국의 AIA 골드 메달을, 1929년에는 RIBA의 로열 골드 메달을 수여받았다. 1932년에는 미국 내셔널 아카데미 오브 디자인의 준명예위원으로 위촉되었고, 1936년에는 아틀리에 대표인을 학부생이던 샤를 르마르스키에르에게 넘겨주었다. 1937년 파리에서 86세의 나이로 사망하였다.

## 작품

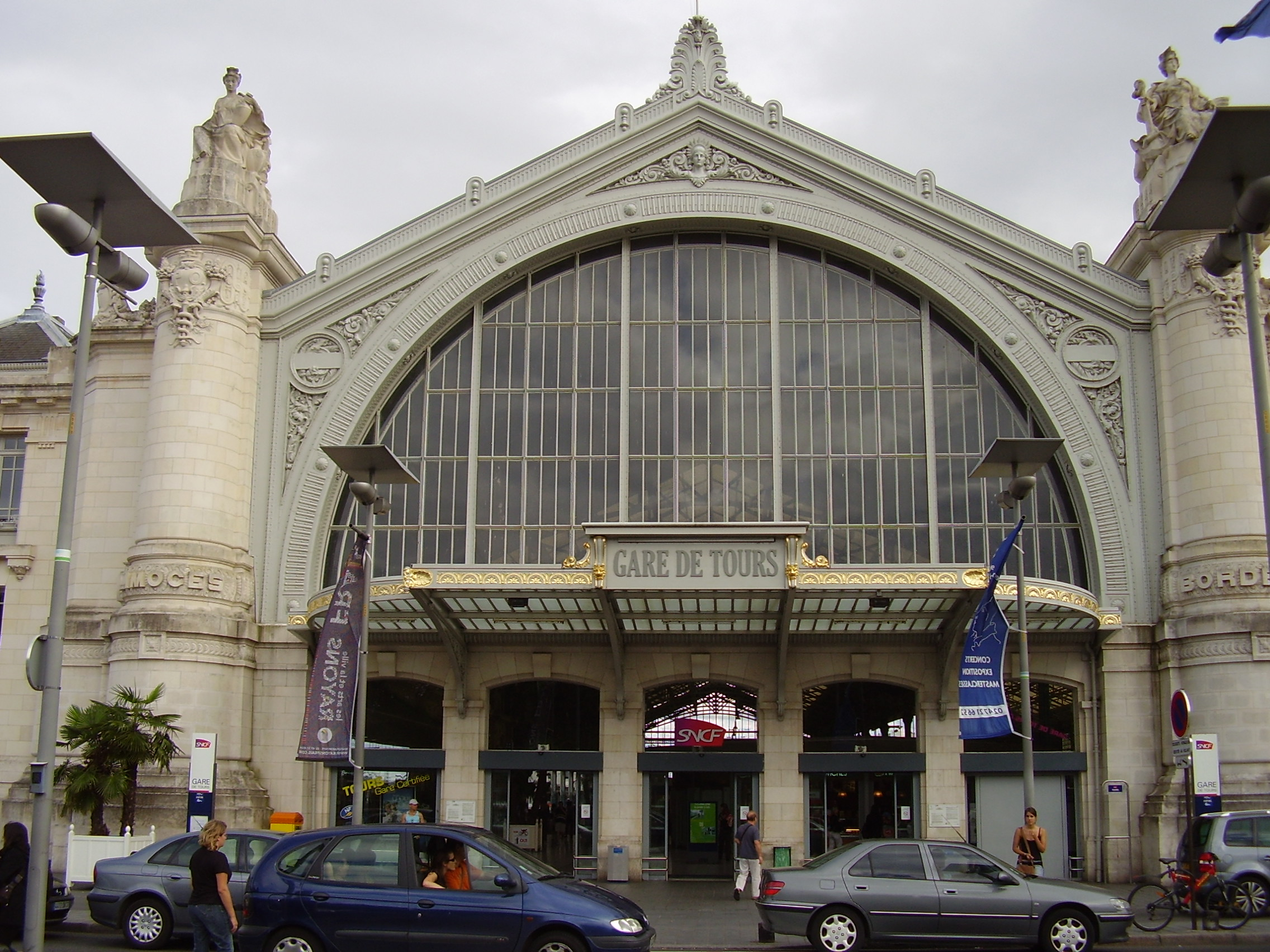
투르역

- 프랑스 투르의 생마르탱 성당 (1886~1924) - 신비잔틴 양식의 건축물로 프랑스 대혁명기 옛 성당이 파괴되면서 이를 대신하기 위해 건설되었다.
- 프랑스 투르의 투르역 (1896~1898)
- 프랑스 파리의 오르세역 (1900) - 오늘날의 오르세 미술관
- 프랑스 루베 시청 (1903) - 알퐁스아메데 코르도니에의 조각품을 설치.
- 프랑스 투르 시청 (1904) - 앵잘베르, 위그, 코르도니에와 협업
- 프랑스 파리 크레디트 리요네 본사 (1913)
- 프랑스 파리 미국대사관 (1931) - 미국 출신 제자인 윌리엄 델라노와 협업
- 프랑스 파리 아노브르궁 (1932) - 제자 샤를 르마르스키에르와 협업.[2]